# Ludus Dacicus

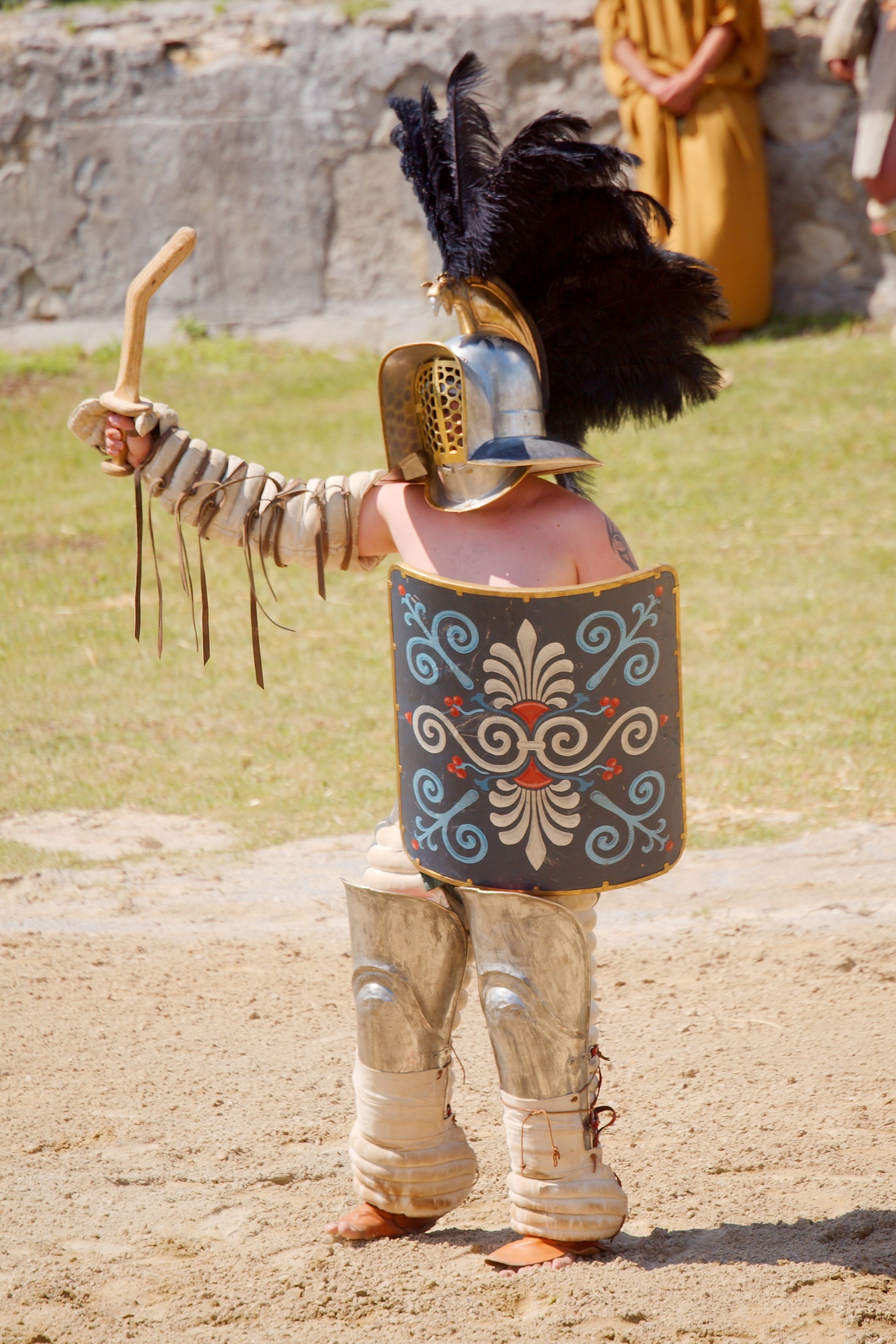
Gladiador tracio con sica de madera, un arma conocida por haber sido utilizada por los dacios junto con la falx.

La Ludus Dacicus o Escuela de Entrenamiento de Gladiadores Dacios fue una de las cuatro escuelas de entrenamiento de gladiadores (ludi) principales en la Antigua Roma. Fue fundada por Domiciano (r. 81 - 96 dC), completada por Trajano (r. 98 - 117 dC), y fue utilizada para entrenar gladiadores seleccionados entre los prisioneros dacios capturados por ambos emperadores en sus guerras dacias. Estaba ubicada al este del Coliseo, en las laderas de la colina de Celio.

## Historia
Con frecuencia los romanos forzaron a los prisioneros dacios esclavizados a pelear en la arena para el entretenimiento de las masas. Dion Casio menciona que alrededor del año 31 a. C., después de la Batalla de Accio, donde el rey dacio Dicomes dio ayuda a Marco Antonio, Augusto tomó prisioneros a los dacios y los hizo luchar en la arena como gladiadores, contra cautivos suevos, un espectáculo que duró muchos días sin interrupción.